# تیم ملی بسکتبال کومور
تیم ملی بسکتبال اتحاد قمر، نماینده اتحاد قمر در مسابقات بین المللی بسکتبال است.